# Magister militum per Orientum
Le Magister militum per Orientum est un poste de commandement supérieur au sein de l'armée romaine tardive.

## Fonctions
Le Magister militum per Orientum est le haut responsable des forces militaires déployées sur le front Oriental, face aux Sassanides. Les différentes dynasties perses étaient les ennemis héréditaires des romains et les provinces d'Orient, à savoir la Syrie, la Palestine et l'Arabie étaient de riches régions. En ce sens, il s'agit d'une fonction très importante qui n'était confié qu'a des personnages fortement compétent. L'un des plus illustres personnages ayant occupé cette charge est le célèbre général Bélisaire ayant accompli la reconquête de l'Afrique sur les Vandales durant le règne de Justinien.
Le commandement du Magister militum per Orientem ne semble pas avoir été organisé avant la fin du IVe siècle, durant le règne de Théodose, après que celui ci eut détourné son attention des Goths en Mésie.

## Liste des Unités militaires
Celui-ci dispose sous son commandement de toutes les forces romaines présente dans les différents territoires d'Orient.
En premier lieu, les unités comitatenses :
- Quinta Macedonica
- Martenses Seniores
- Septima Gemina
- Decima Gemina
- Balistarii Seniores
- Prima Flavia Constantia
- Secunda Flavia Constantia Thebaeorum
- Secunda Felix Valentis Thebaeorum
- Prima Flavia Theodosiana

Ensuite les différentes vexillatio de cavalerie :
- Comites Catafractarii Bucellarii Iuniores
- Equites armigeri seniores orientales
- Equites tertio Dalmatae
- Equites primi scutarii Orientales
- Equites secundi stablesiani
- Equites tertii stablesiani
- Equites promoti clibanarii
- Equites quarti clibanarii Parthi
- Equites primi sagittarii
- Cuneus equitum secundorum clibanariorum Palmirenorum

Deux unités d'auxilia palatina :
- Felices Arcadiani seniores
- Felices Honoriani seniores

Enfin, des unités d'ex-limitanei surclassés en legio pseudocomitatensis :
- Prima Armeniaca
- Secunda Armeniaca
- Fortenses auxiliarii
- Funditores
- Prima Italica
- Quarta Italica
- Sexta Parthica
- Prima Isaura sagittaria
- Balistarii Theodosiaci
- Transtigritani

Il est difficile d'estimer le nombre exact que cela représente, notamment en raison de l'incertitude concernant les Vexillatio. Pour ceux ci, une moyenne de 500 cavaliers semble être commun. Nous pouvons tabler sur une hypothèse d'environ 25 000 combattants dans l'armée du Magister Per Orientum, auxquelles il faudra rajouter les troupes frontalières et les garnisons des différents Ddux (dux Foenicis, dux Syriae, dux Palaestinae, dux Osrhoenae, dux Mesopotamiae et dux Arabiae).